# Ochraethes clerinus
Ochraethes clerinus är en skalbaggsart som beskrevs av Bates 1892. Ochraethes clerinus ingår i släktet Ochraethes och familjen långhorningar. Inga underarter finns listade i Catalogue of Life.